# الصفا والمروة
الصَّفَا والمَرْوَةُ جبلان يقعان شرقي المسجد الحرام، ويعدان رمزين شهيرين لشعيرة السعي. كان الصفا والمروة أكمة وسط مكة، تحيط بها بيوت أهل مكة، ومنها دار الأرقم ودار السائب بن أبي السائب العائذي وغيرهما، وكان جبل الصفا متصلًا بجبل أبي قبيس والمروة متصلة بجبل قعيقعان، فلما جاءت التوسعة السعودية الأولى عام 1375هـ قطعت جبل الصفا عن أصله جبل أبي قبيس، وأبقت على بعض الصخرات في نهايته علامة على موضع المشعر، وكذلك فعلت بالنسبة لجبل المروة، ولكن لوجود مستويين للحرم في جهة المروة أُحدث مدخلان: مدخل أعلى للدور الأعلى وهو مساو لارتفاع جبل المروة في اتجاه الصاعد، ومدخل في الأسفل بقي لاتصال المروة بأصله جبل قعيقعان، وقد نال حظه من القطع والتكسير والاختزال من جانبه الشرقي والغربي وفي أعلاه.
يرجع بدء السعي بين الصفا والمروة إلى زمن النبي إبراهيم، حيث تعتبر السيدة هاجر أول من سعى بين الصفا والمروة، حينما كانت تلتمس الماء لابنها النبي إسماعيل، فكانت تصعد على جبل الصفا ثم تنزل حتى تصل جبل المروة، وقد كرَّرت ذلك سبعة أشواط، حتى وجدت الماء عند موضع زمزم، فشربت وأرضعت ولدها. فلما جاء الإسلام جعل ذلك من مناسك الحج والعمرة. الطريق الذي يربط بين الصفا والمروة يسمى مسعى، أو مكان السعي، والمسعى الآن داخل في المسجد الحرام نتيجة التوسعة السعودية التي تمت عام 1375هـ. يبلغ معدل المسافة بين الصفا والمروة حوالي 394.5 مترًا، ومعدل إجمالي عدد الأشواط للسعي 2761.5 مترا. وعرض المسعى 40 مترًا، وعدد طوابقه أربعة طوابق بمساحة إجمالية تجاوزت 87 ألف متر مربع.

## التسمية
- الصفا: جمع صفاة، والصفا والصفوان والصفواء كله الحجر العريض الأملس، أو الصخرة الملساء القوية المختلطة بالحصى والرمل. قال الأزهري: «الصفا والمروة جبلان بين بطحاء مكة والمسجد»، وقال ابن الأثير: «الصفا أحد جبلي المسعى». وجبل الصفا هو الجبل الذي يبدأ منه السعي، ويقع في الجهة الجنوبية مائلًا إلى الشرق على بعد نحو 130 مترا من الكعبة. كما أن الصفا هي في الأصل مكان عالٍ في أصل جبل أبي قبيس جنوب المسجد الحرام.[6] وذكر شمس الدين القرطبي وغيره سببًا آخر للتسمية فقال: «أصل الصفا في اللغة الحجر الأملس، وهو جبل بمكة معروف، وكذلك المروة جبل أيضاً... وذكر الصفا لأن آدم المصطفى صلى الله عليه وسلم، وقف عليه فسمي به، ووقفت حواء على المروة فسميت باسم المرأة فأنثت لذلك والله أعلم».[7][8]
- المروة: واحد المرو، وهي حجارة بيض، براقة صلاب، أو الصخرة القوية المتعرجة وهو الأبيض الصلب، وهي جبل مكة. قال الفيروز آبادي: «المروة حجارة بيض براقة، وهو جبل بمكة يذكر مع الصفا، وقد ذكرهما الله تعالى في كتابه العزيز». وقال الزبيدي: «قال الأصمعي سمي -ويقصد جبل المروة- بذلك لكون حجارته بيضاء براقة». وقال الفيومي: «المروة الحجارة البيض، والواحدة مروة، وسمي بالواحدة الجبل المعروف بمكة». قال الآلوسي: «المروة جبل بمكة يعطف على الصفا يميل إلى الحمرة». وقال الحموي: «الصفا والمروة جبلان بين بطحاء مكة والمسجد الحرام».[9] وذكر محمد الطاهر بن عاشور في تفسيره تفسير التحرير والتنوير: «الصفا والمروة اسم لجبلين صغيرين متقابلين، فأما الصفا فرأس نهاية جبل أبي قبيس، وأما المروة فرأس منتهى جبل قُعَيقِعَانَ. وسمي الصفا لأن حجارته من الصفا وهو الحجر الأملس الصلب، وسمي المروة مروة لأن حجارتها من المرو، وهي الحجارة البيضاء اللينة التي توري النار».[7]

تناول عدد من العلماء مسألةَ أيهما أفضل الصفا أو المروة، فقال بعضهم الصفا أفضل وقيل العكس. يقول ابن حجر العسقلاني: «إنه لا معنى لهذا التفضيل مع أن العبادة المرتبطة بهما شرعًا لا تتم إلا بهما».

## الموقع
الصفا جبل صغير يقع أسفل جبل أبي قبيس من الجهة الجنوبية الشرقية للكعبة، ويبعد عنها نحو 130 مترا، وهو مبتدأ السعي.
أما المروة فجبل صغير من الحجر الأبيض، يقع في الجهة الشمالية الشرقية للكعبة، ويبعد عنها 300 متر، وهو متصل بجبل قعيقعان، وإليه ينتهي السعي.
كانت الصفا والمروة والمسعى مشاعر خارج المسجد الحرام، ولم يكن لأي منها بناء خاص بها، وظل الحال على ما هو عليه حتى عام 1375هـ، حيث تم لأول مرة بناء المسعى، وضُمَّ للمسجد الحرام فأصبح جزءًا منه.

## حدود المسعى

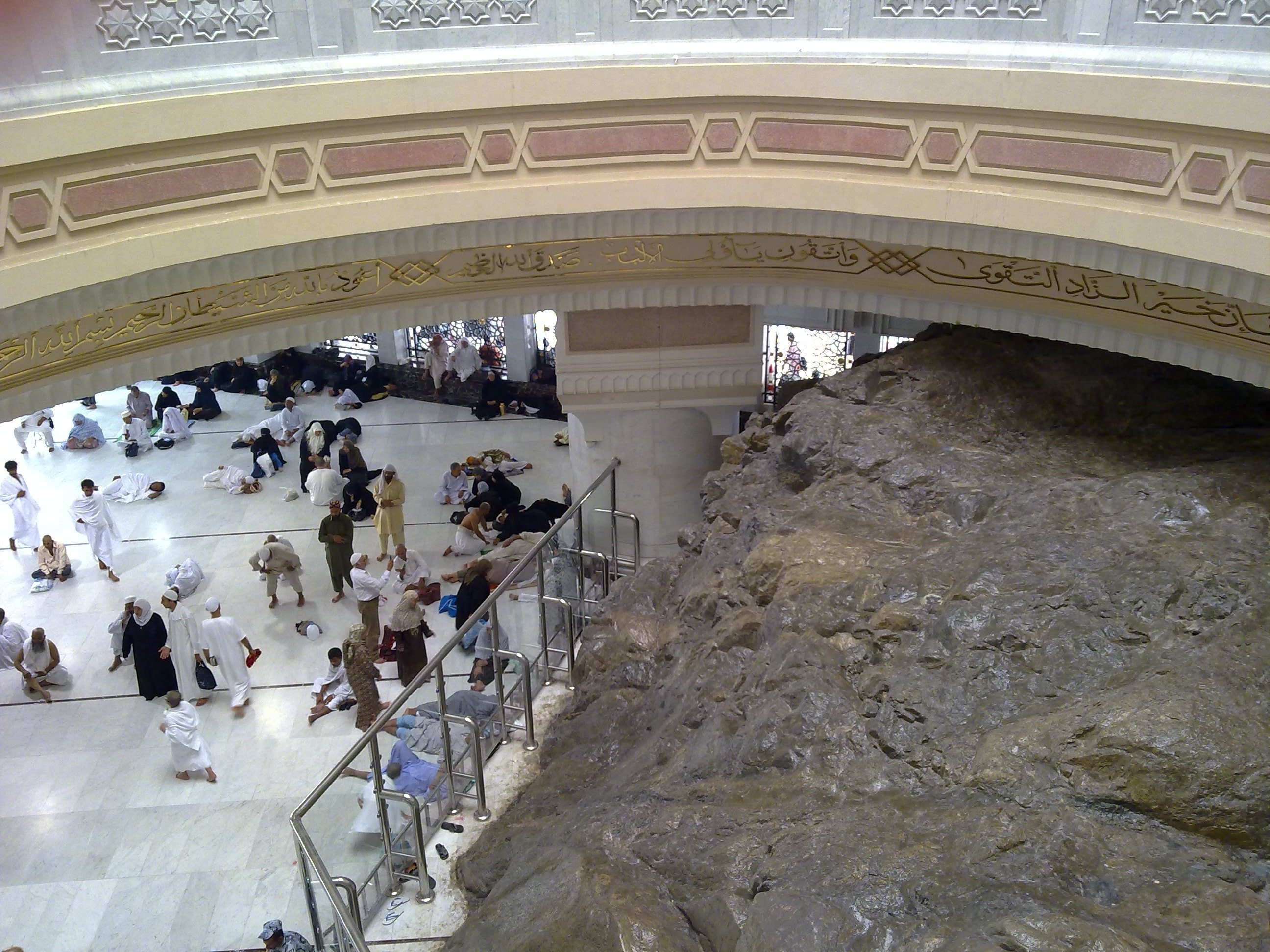
جبل الصفا.

كان المؤرخ أبو الوليد محمد بن عبد الله الأزرقي (ت: 250هـ) من أوائل من تحدثوا بالتفصيل عن حدود المسعى، والمسافة التي تفصل الصفا والمروة عن بقية أجزاء المسجد الحرام فقال: «وذرع ما بين الركن الأسود إلى الصفا مائتا ذراع واثنان وستون ذراعا وثمانية عشر إصبعا، وذرع ما بين المقام وباب المسجد الذي يخرج منه إلى الصفا مائتا ذراع وأربع وستون ذراعا ونصف، وذرع ما بين باب المسجد الذي يخرج منه إلى الصفا، إلى وسط الصفا مئة ذراع واثنتا عشرة ذراعا ونصف، وعلى الصفا اثنتا عشرة درجة من حجارة. ومن وسط الصفا إلى علم المسعى الذي في جدر المنارة مئة ذراع واثنان وأربعون ذراعا ونصف، والعلم أسطوانة طولها ثلاثة أذرع، هي مبنية في جدار المنارة، وهي من الأرض على أربع أذرع، وهي ملبسة بفسيفساء، وفوقها لوح طوله ذراع وثمانية عشر إصبعا، وعرضه ذراع مكتوب فيه بالذهب، وفوقه طاق ساج، وذرع ما بين العلم الذي في جدر المنارة إلى العلم الأخضر الذي على باب المسجد، وهو المسعى مئة ذراع واثنتا عشرة ذراعا. والسعي بين العلمين، وطول العلم الذي على باب المسجد أذرع وأربع عشر إصبعا، منه أسطوانة مبيضة ست أذرع، وفوقها أسطوانة طولها ذراعان وعشرون إصبعا، وهي ملبسة فسيفساء أخضر، وفوقها لوح طوله ذراع وثمان عشرة إصبعا، واللوح مكتوب فيه بالذهب، وذرع ما بين العلم الذي على باب المسجد إلى المروة خمسمئة ذراع ونصف ذراع، وعلى المروة خمس عشرة درجة، وذرع ما بين الصفا والمروة سبعمئة ذراع وست وستون ذراعا ونصف، وذرع ما بين العلم الذي على باب المسجد إلى العلم الذي بحذائه، على باب دار العباس بن عبد المطلب، وبينهما عرض المسعى خمس وثلاثون ذراعا ونصف، ومن العلم الذي على باب دار العباس بن عبد المطلب إلى العلم الذي عند دار زراع بن عباد الذي بحذاء العلم الذي في جدر المنارة، وبينهما الوادي مئة ذراع وإحدى وعشرون ذراعا». أي أنه حدد طول المسعى بحوالي 766.5 ذراع، وعرض المسعى بحوالي 35.5 ذراع. وإن كان ذراع اليد 48 سم، فيكون طول المسعى حسب الأزرقي 367.68 مترًا. في حين قال الإمام أبو عبد الله محمد بن إسحاق الفاكهي (ت: 280هـ) أن عرض المسعى خمسة وثلاثون ذرعًا واثنا عشر إصبعًا. وقد ذكر المؤرخ شهاب الدين أحمد بن فضل الله العمري شارع المسعى في كتابه مسالك الأبصار في ممالك الأمصار فقال: «ذرع ما بين الصفا والمروة وهو المسعى سبعمئة ذراع وثمانون ذراعًا». أي أن طول المسعى عند العمري 374.40 مترًا، وعليه صار الفرق بين ذرع الأزرقي والعمري أربعة عشر ذراعًا، أي ما يعادل سبعة أمتار.

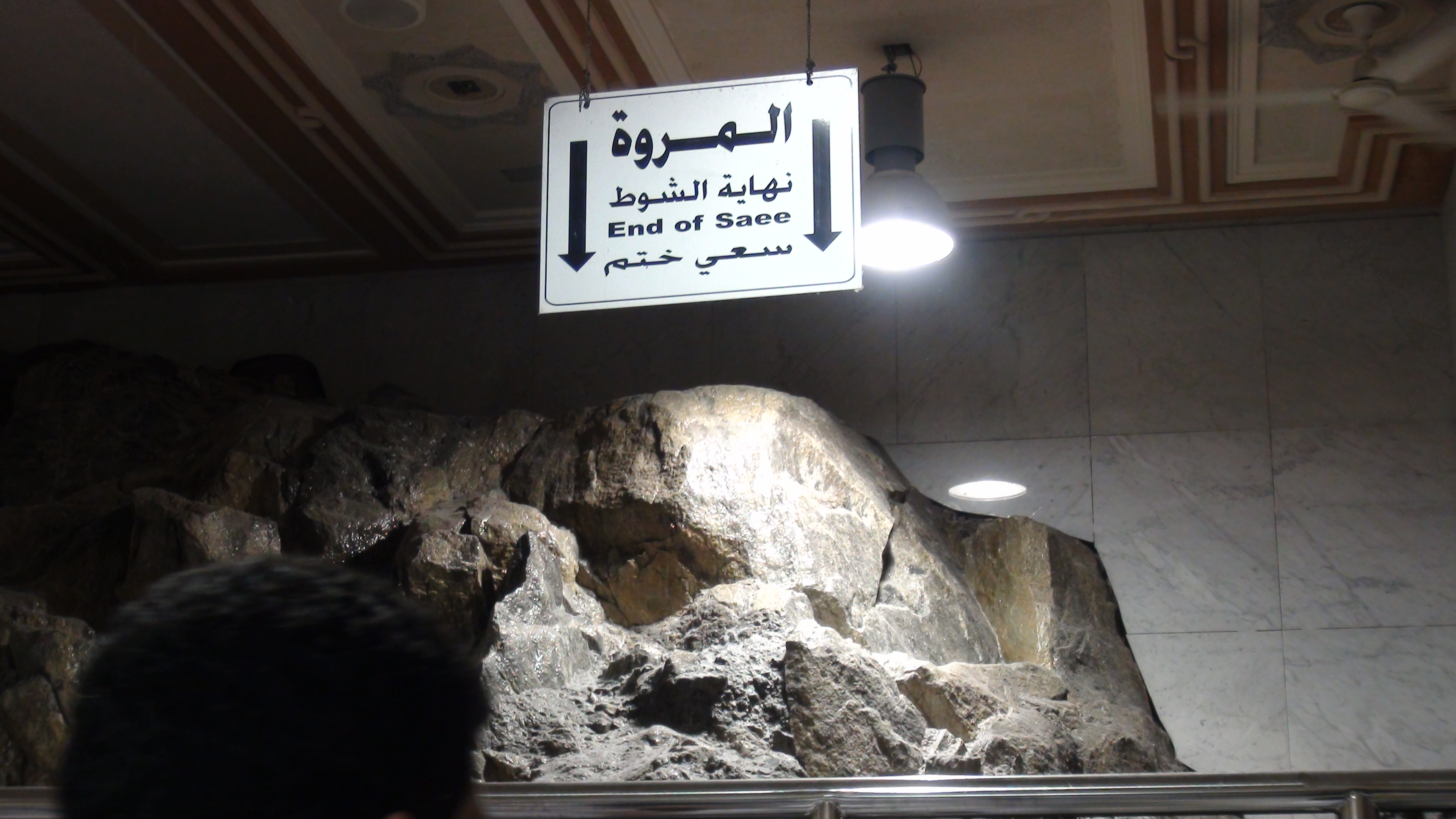
جبل المروة.

اختلف العلماء والمؤرخون كثيرًا في تحديد عرض المسعى، ويرجع سبب اختلافهم بحسب أقوال المؤرخين إلى أن الوادي يضيق أحيانًا ويتسع أحيانًا، في حين قال غيرهم أن السبب كان في الاختلاف في المقاييس، وذكر المؤرخ حسين باسلامة (ت: 1359هـ): «قد اعتنى بذرع شارع المسعى كثير من العلماء في كتب شتى من مناسك وتاريخ وما أشبه ذلك بالذراع والخطوة في الأزمنة القديمة، وبالمتر في العصر الحاضر، ونتج من ذلك خلاف سببه اختلاف المقاييس». ذكر غير واحد من أهل الاختصاص التاريخي في العصر الحديث أن عرض المسعى اثنا عشر مترًا، ومن هؤلاء محمد بيرم الخامس (ت: 1307هـ) في قوله عن المسعى: «وبينهما –الصفا والمروة– طريق متسع عرضه ما بين عشرة أمتار واثني عشر مترًا». ومحمد باشا صادق الذي قال عن وصف شارع المسعى: «في شارع عرضه تارة عشرة أمتار، وتارة اثنا عشر مترًا». وقال إبراهيم رفعت باشا (ت: 1353هـ/1935م) الذي كان أميرًا لمحمل الحج المصري عدة مرات: «والشارع الذي بين الصفا والمروة هو المسعى، وطوله أربعمئة وخمسة أمتار، وعرضه تارة عشرة أمتار، وتارة اثنا عشر مترًا». وقال حسين عبد الله باسلامة المكي: «وعرض أصل الصفا التي عليها الثلاثة عقود اثنا عشر مترًا». وقال محمد طاهر الكردي المكي (ت: 1980م): «وعرض أصل الصفا التي عليها الثلاثة عقود اثنا عشر مترًا».
كانت آخر الأقوال في تحديد عرض المسعى هي قول اللجنة الشرعية التي كلفت في عهد مفتي السعودي محمد بن إبراهيم آل الشيخ، والمكونة من: عبد الملك بن إبراهيم آل الشيخ، وعبد الله بن جاسر، وعبد الله بن دهيش، والفقيه المالكي علوي مالكي، والفقيه والوزير محمد بن علي الحركان، ويحيى أمان، بحضور صالح قزاز وعبد الله بن سعيد مندوبي محمد بن لادن. اللجنة قامت بذرع الصفا كاملًا، وكان فيما قررت: « ... وبناء على ذلك، فقد جرى ذرع عرض الصفا ابتداء من الطرف الغربي للصخرات إلى نهاية محاذاة الطرف الشرقي للصخرات المذكورة في مسامتة موضع العقود القديمة، فظهر أن العرض المذكور يبلغ ستة عشر مترًا».

## التاريخ

### في عهد النبي إبراهيم
يعود أول ذكر لتاريخ الصفا والمروة إلى النبي إبراهيم وابنه إسماعيل وزوجته هاجر، عندما خرج إبراهيم بهاجر وإسماعيل إلى صحراء مكة حيث لا زرع ولا ماء، فوضعهما هناك، ووضع عندهما جرابًا فيه تمر وسقاء ماء، ثم انطلق إبراهيم، فتبعته أم إسماعيل، فقالت: يا إبراهيم أين تذهب وتتركنا بهذا الوادي الذي ليس فيهِ إنس ولا شيء، وحين لم يجبها سألته: آلله الذي أمرك بهذا، قال: نعم، قالت: إذن لا يضيعنا. ثم رجعت، فانطلق إبراهيم بعيدا، ودعا ربه: ﴿رَبَّنَا إِنِّي أَسْكَنْتُ مِنْ ذُرِّيَّتِي بِوَادٍ غَيْرِ ذِي زَرْعٍ عِنْدَ بَيْتِكَ الْمُحَرَّمِ رَبَّنَا لِيُقِيمُوا الصَّلَاةَ فَاجْعَلْ أَفْئِدَةً مِنَ النَّاسِ تَهْوِي إِلَيْهِمْ وَارْزُقْهُمْ مِنَ الثَّمَرَاتِ لَعَلَّهُمْ يَشْكُرُونَ ۝٣٧﴾. بعد أن نفد الماء من هاجر وابنها إسماعيل، أخذت تروح وتجيء مهرولة في موضع السعي بين الصفا والمروة بحثًا عن الماء لابنها، وبعد سعيها بينهما سبع مرات، سمعت صوتًا فإذا بملك عند موضعِ زمزم، فبحث بجناحه، حتى ظهر الماء، وأخذت تغرف من الماء في سقائها، فشربت وأرضعت ولدها، وقال لها الملك: لا تخافوا الضيعة، فإن ههنا بيت الله، يبنيه هذا الغلام وأبوه، وإن الله لا يضيِع أهله.
روى البخاري عن عبد الله بن عباس قال: «أول ما اتخذ النساء المنطق من قبل أم إسماعيل، اتخذت منطقا لتعفي أثرها على سارة، ثم جاء بها إبراهيم وبابنها إسماعيل وهي ترضعه حتى وضعها عند البيت عند دوحة فوق زمزم في أعلى المسجد، وليس بمكة يومئذ أحد وليس بها ماء، فوضعهما هنالك ووضع عندهما جرابا فيه تمر وسقاء فيه ماء، ثم قفى إبراهيم منطلقا، فتبعته أم إسماعيل فقالت: يا إبراهيم أين تذهب وتتركنا بهذا الوادي الذي ليس فيه إنس ولا شيء، فقالت له ذلك مرارا، وجعل لا يتلفت إليها، فقالت له: آلله الذي أمرك بهذا؟، قال: نعم. قالت: إذن لا يضيعنا، ثم رجعت. فانطلق إبراهيم حتى إذا كان عند الثنية حيث لا يرونه استقبل بوجهه البيت ثم دعا بهؤلاء الكلمات ورفع يديه، فقال: رَبَّنَا إِنِّي أَسْكَنْتُ مِنْ ذُرِّيَّتِي بِوَادٍ غَيْرِ ذِي زَرْعٍ ... حتى بلغ ... يَشْكُرُونَ. وجعلت أم إسماعيل ترضع إسماعيل وتشرب من ذلك الماء، حتى إذا نفد ما في السقاء، عطشت وعطش ابنها وجعلت تنظر إليه يتلوى، أو قال: يتلبط. فانطلقت كراهية أن تنظر إليه، فوجدت الصفا أقرب جبل في الأرض يليها، فقامت عليه، ثم استقبلت الوادي تنظر هل ترى أحدا، فلم تر أحدا، فهبطت من الصفا حتى إذا بلغت الوادي رفعت طرف درعها ثم سعت سعي الإنسان المجهود، حتى إذا جاوزت الوادي ثم أتت المروة، فقامت عليها ونظرت هل ترى أحدا، فلم تر أحدا، ففعلت ذلك سبع مرات. قال ابن عباس رضي الله عنهما: قال النبي ﷺ: "فذلك سعي الناس بينهما"».

### في عهد النبي محمد
كان على جبلي الصفا والمروة صنمان: إساف ونائلة، وكان الناس في الجاهلية يمسحونهما، وكان طوافهم بهما سبعة أشواط، وكانت تقوم بذلك قريش فقط، أما غيرهم من العرب فلا يطوفون بهما. وكانت الصفا والمروة من المواضع التي كان لها أثر كبير في عبادة أهل مكة، ففي حج أهل مكة طوافان: طواف بالبيت وطواف بالصفا والمروة. الموضع الرابط بين الصفا والمروة يسمى في الإسلام السعي، ولذلك يقال للمسافة بين المكانين المسعى وكان إساف بالصفا، وأما نائلة فكانت بالمروة. كان أهل مكة يتبركون بلمس الحجر الأسود، ثم يسعون بين الصفا والمروة ويطوفون بإساف أولًا ويلمسونه، كل شوط من الطواف، ثم ينتهون بنائلة ويلبون لهما، وكانت تلبيتهم لهما: لبيك اللهم لبيك، لا شريك لك، إلا شريك هو لك، تملكه وما ملك.
لما قدم الأنصار مع النبي محمد في الحج، كرهوا الطواف بين الصفا والمروة لأنهما كانا من مشاعر قريش في الجاهلية، وأرادوا تركه في الإسلام، وذُكر أن قومًا من المسلمين قالوا: "يا رسول الله لا نطوف بين الصفا والمروة، فإنه شرك كنا نصنعه في الجاهلية". فكان أهل الجاهلية إذا طافوا بين الصفا والمروة مسحوا الوثَنَين، فلما جاء الإسلام وكُسرت الأصنام، كره المسلمون الطواف بينهما لأجل الصنمين، فأنزل الله: ﴿إِنَّ الصَّفَا وَالْمَرْوَةَ مِنْ شَعَائِرِ اللَّهِ فَمَنْ حَجَّ الْبَيْتَ أَوِ اعْتَمَرَ فَلَا جُنَاحَ عَلَيْهِ أَنْ يَطَّوَّفَ بِهِمَا وَمَنْ تَطَوَّعَ خَيْرًا فَإِنَّ اللَّهَ شَاكِرٌ عَلِيمٌ ۝١٥٨﴾ [البقرة:158]. كما رُوي أن العرب عامة كانوا لا يرون الصفا والمروة من الشعائر، ولا يطوفون بينهما، فأنزل الله الآية السابقة، أي لا تستحلون ترك ذلك. كان الأنصار يهلون لمناة في الجاهلية، فلما جاء الإسلام قالوا: "يا نبي الله إنا كنا لا نطوف بين الصفا والمروة تعظيمًا لمناة، فهل علينا من حرج أن نطوف بهما؟"، فأنزل الله الآية السابقة. وكان أهل تهامة ممن لا يطوفون بين الصفا والمروة، فلما جاء الإسلام ونزل الأمر بالطواف بالبيت، ولم ينزل بالطواف بين الصفا والمروة، قيل للنبي: "إنا كنا نطوف في الجاهلية بين الصفا والمروة، وإن الله قد ذكر الطواف بالبيت، ولم يذكر الطواف بين الصفا والمروة، فهل علينا من جناح أن لا نطوف بهما؟"، فنزلت الآية، فصار الطواف بين الصفا والمروة لجميع الحجاج، لا كما كان في عهد الجاهلية. ذكر أهل الأخبار أن السعي بين الصفا والمروة شعار قديم من عهد هاجر أم إسماعيل. وأما رمل الطواف فهو الذي أمر به النبي محمد أصحابه في عمرة القضاء ليُري المشركين قوتهم، حيث قالوا: وهنتهم حمى يثرب.
كان جبل الصفا المكان الذي شهد إعلان دعوة النبي محمد بالإسلام، فقد روى ابن عباس قال: «لما نزلت ﴿وأنذر عشيرتك الأقربين﴾، ورهطك منهم المخلصين خرج رسول الله ﷺ حتى صعد الصفا فهتف: يا صباحاه. قالوا: من هذا الذي يهتف، قالوا: محمد، فاجتمعوا إليه فقال: أرأيتكم لو أخبرتكم أن خيلا تخرج بسفح هذا الجبل أكنتم مصدقي؟، قالوا: ما جربنا عليك كذبًا، قال: فإني نذير لكم بين يدي عذاب شديد. فقال أبو لهب: تبا لك ألهذا جمعتنا. ثم قام فنزلت: ﴿تبت يدا أبي لهب وتب﴾».

## عمارة المسعى
كانت مسألة توسعة المسعى بين الصفا والمروة من الأعمال التي اهتم بها الخلفاء والأمراء المسلمين، وارتبطت ارتباطًا وثيقًا بتوسعة المسجد الحرام. لم يكن بين الصفا والمروة في العصور الإسلامية المتلاحقة بيوت ولا عمائر، اللهم سوى الجبال والصخور. لم تبدأ مظاهر الحياة في الظهور بين الجبلين إلا عندما أسكن نبي الله إبراهيم زوجته هاجر وابنه إسماعيل، وجاورتهم قبيلة جرهم فأخذت ملامح الحياة تظهر وتنمو. بعد أن رفع إبراهيم وإسماعيل القواعد من البيت، جرت إصلاحات بسيطة في مواضع سكنى الناس. ففي العصر الجاهلي أمر قصي بن كلاب قومه أن يبنوا بيوتهم حول الكعبة، وبنى هو دار الندوة في الجانب الشمالي. في عهد النبي محمد لم يكن في المسعى دور كثيرة قد بنيت في عرضه، وأن بعض الدور التي بنيت في عرضه إنما بناها الناس فيما بعد. ثم بدأ بعض كبار الصحابة في توسعة المسجد الحرام، وأول من أمر بتجديد وتوسعة المسجد الحرام كان الخليفة عمر بن الخطاب، وفي عهد التابعين ازداد عدد سكان مكة والقادمين إليها، فبدأت توسعة المسجد الحرام في ذلك العهد. في عهد الخليفة الأموي عبد الملك بن مروان تمت إضاءة ما بين الصفا والمروة بالقناديل ليلًا.

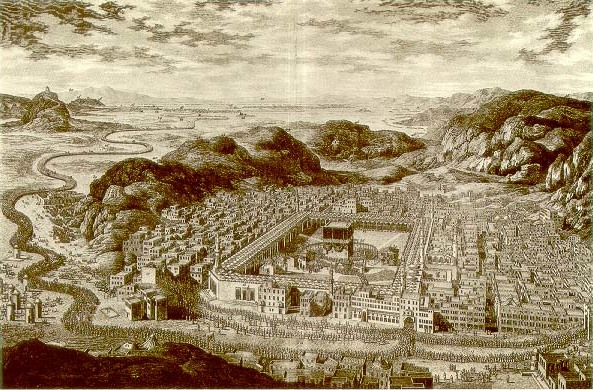
صورة للمسجد الحرام عام 1850م في فترة الخلافة العثمانية، حينها كانت البيوت والحوانيت منتشرة في جميع أرجاء المسعى.

تعرض جبلا الصفا والمروة بمرور الزمن إلى التكسير، بسبب بناء البيوت والدكاكين والحوانيت، أو بسبب شق الطرق، كما انجرفت تربتهما بسبب السيول على جانبيهما. لم تتطرق المصادر التاريخية لمكة وحرمها لذكر أول من قام بعملية تسوية أرض المسعى الواقعة بين جبلي الصفا والمروة، وتمهيدهما وإزالة الأحجار والعقبات منها، لأن أرض المسعى كانت واديًا فيه ارتفاع وانخفاض واعوجاج، كما تعرض كثيرًا للسيول والأمطار، وكانت توسعة الخليفة العباسي أبو عبد الله محمد المهدي من أعظم وأكبر توسعات الحرم المكي، واستنتج بعض المؤرخين أن تكون هذه التوسعة قد شملت جزءًا من أرض المسعى بعد أن تمت إزالة بعض الدور والدكاكين. ثم توالت من بعده أعمال التوسعة والاهتمام من قبل الخلفاء والملوك.
في عام 1335هـ قام الشريف حسين بن علي بفرش المسعى بالبلاط (بالحجارة الجبلية) بغرض إصلاحات وترميم أرض المسعى، وكانت أرضها قبل ذلك ترابًا، فإذا كثر الحجيج تصاعد منها الغبار. ولم يكتفي الشريف حسين بذلك بل قام بسقف المسعى، حيث كان أول من قام بسقفه منذ بناء المسجد الحرام، وكان ذلك في شوال من سنة 1335هـ، وامتد السقف من المروة إلى باب العباس فقط، ولم يكمل لقصر المسافة المتبقية، قال محمد طاهر الكردي: «أنشأ الشريف حسين بن علي مظلة على المسعى من ناحية المروة حتى باب العباس (باب علي)، وظل الجزء الآخر الممتد من باب علي إلى الصفا بدون مظلة». وحتى قبل التوسعة السعودية للمسعى عام 1375هـ، كان بيت الصفا والمروة مسيل فيه سوق كبيرة تباع فيها الحبوب واللحم والتمر والسمن وغيرها، ولم تكن في مكة سوق منظمة سوى هذه السوق التي يقع فيها المسعى. كما كان المسعى به التواء واضح ولم يكن على استقامة واحدة.

### التوسعة السعودية

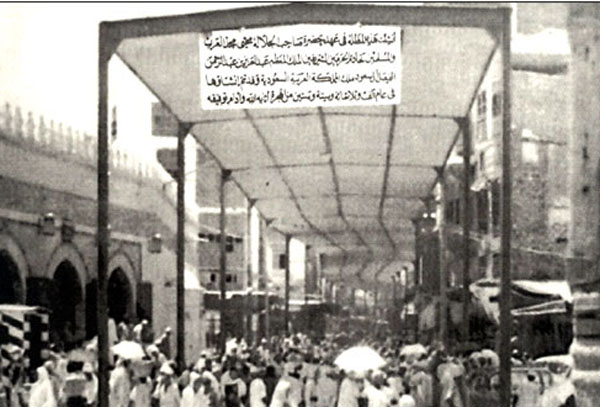
الصفا والمروة في عهد الملك عبد العزيز بن عبد الرحمن.

في العهد السعودي قام الملك عبد العزيز عام 1345هـ بفرش المسعى بالحجارة منعًا لإثارة التراب والغبار، وفي عام 1366هـ قام الملك عبد العزيز بسقف المسعى، حيث بلغ عرض السقيفة التي أمر بإنشائها 20 مترًا وبطول 350 مترًا من الصفا حتى المروة. في عام 1368هـ قام الملك سعود بالبدء في توسعة شاملة للمسجد الحرام وعمارته عبر ثلاث مراحل، شملت إزالة المنشآت السكنية والتجارية التي كانت قائمة في الجهة المقابلة للمسجد شرق المسعى، ثم بدء في بناء الدور الأرضي من المسعى وإدخاله داخل المسجد الحرام، وبناء طابقين في المسعى لاستيعاب أعداد الساعين المتزايدة، حيث بلغ طول المسعى 395 مترًا، بعرض 20 مترًا، وبلغ ارتفاع الدور الأرضي للمسعى 11.75 مترًا، والدور الثاني 8.5 مترًا مع إقامة حائط طولي ذو اتجاهين، وتخصيص مسار مزدوج يستخدمه العجزة، وإقامة حاجز في وسط المسعى يقسمه إلى قسمين أحدهما مخصص للسعي من الصفا إلى المروة والثاني من المروة إلى الصفا، وبهذه التوسعة دمج المسعى داخل المسجد الحرام، وأنشئ للحرم 16 بابًا في الجهة الشرقية من ناحية المسعى.

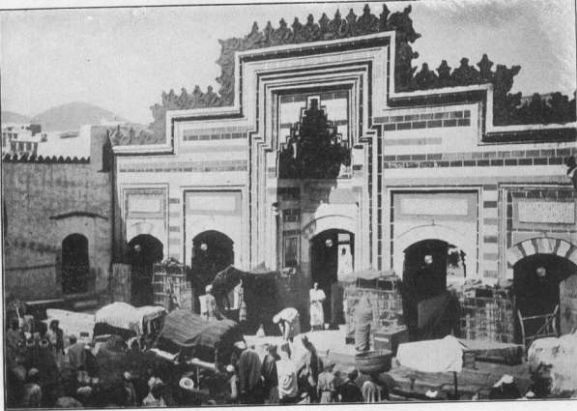
باب الصفا في عام 1325هـ.

عامَ 1384هـ قام الملك فيصل بن عبد العزيز بتشييد قبة الصفا المقببة، وكسوة واجهات الدور الأول من المسعى وأعمدته وأرضيته بالرخام، وتغطية سقفه بالزخارف المصنوعة من الحجر الصناعي الملون، وبعد هذه العمارة، أصبحت مساحة المسعى 16.700 مترًا مربعًا للطابقين. وفي عهد الملك خالد تم تركيب مكيفات ومراوح في المسعى، وتركيب حواجز معدنية على جانبي الحاجز الأوسط بطول ممر المسعى بالدور الأرضي بعرض متر واحد في كل اتجاه لتكون ممرًا لعربات العجزة والمعاقين. في عهد الملك فهد شهد الحرم المكي أكبر توسعة في تاريخه وذلك عام 1415هـ، ولقي المسعى حظه من التوسعة فتم توسعة منطقة الصفا في الطابق الأول، وذلك بتضييق دائرة فتحة الصفا الواقعة تحت قبة الصفا. وفي عام 1417هـ تم إعادة تهيئة منطقة المروة لغرض القضاء على الزحام، حتى صارت مساحة المنطقة 375 مترا مربعا، بدلًا من المساحة السابقة 245 مترا مربعا. وفي نفس العام حصلت توسعة الممر الداخل من جهة المروة إلى المسعى في الطابق الأول، وأُنشِئت أبواب جديدة في الطابق الأرضي والأول للدخول والخروج من جهة المروة. في عام 1420هـ جرى فتح ثلاثة أبواب كل باب يحوي فتحتين عند المروة: باب في الجهة الشرقية، وباب شمالي صدر المشعر، وباب في الجهة الغربية. وجرى فتح ثلاثة أبواب في الدور الأول من المسعى عند المروة على نفس ترتيب الدور الأرضي. وجُعل عند نهاية المسعى من جهة الصفا شرفة مستديرة كبيرة وأخرى صغيرة عند نهايته من جهة المروة، كي يرى الحجاج الساعون في الدور الأول جبلي الصفا والمروة. في الدور الأرضي، وتُرِك جزء من جبل الصفا عاريًا على الطبيعة وكذلك جبل المرة، ثم بلطت منحدرات الصفا والمروة بالرخام على شكل مربعات بارزة وبينهما فراغات. ترتفع على جبل الصفا مئذنة من مآذن المسجد الحرام التسعة، وبجوارها قبة كبيرة ترتفع على أربعة أعمدة أسطوانية كبيرة. أما فوق جبل المروة فقد أنشأت قبة صغيرة مزخرفة من الداخل.
تميزت التوسعة السعودية فيما يخص جبل الصفا، بقطعه عن أصله جبل أبي قبيس، وأبقت على بعض الصخرات في نهايته علامة على موضع المشعر، وكذلك فعلت بالنسبة لجبل المروة، ولكن لوجود مستويين للحرم في جهة المروة أُحدث مدخلان: مدخل أعلى للدور الأعلى وهو مساو لارتفاع جبل المروة في اتجاه الصاعد، ومدخل في الأسفل بقي لاتصال المروة بأصله جبل قعيقعان، وقد نال حظه من القطع والتكسير والاختزال من جانبه الشرقي والغربي وفي أعلاه.

### توسعة الملك عبد الله

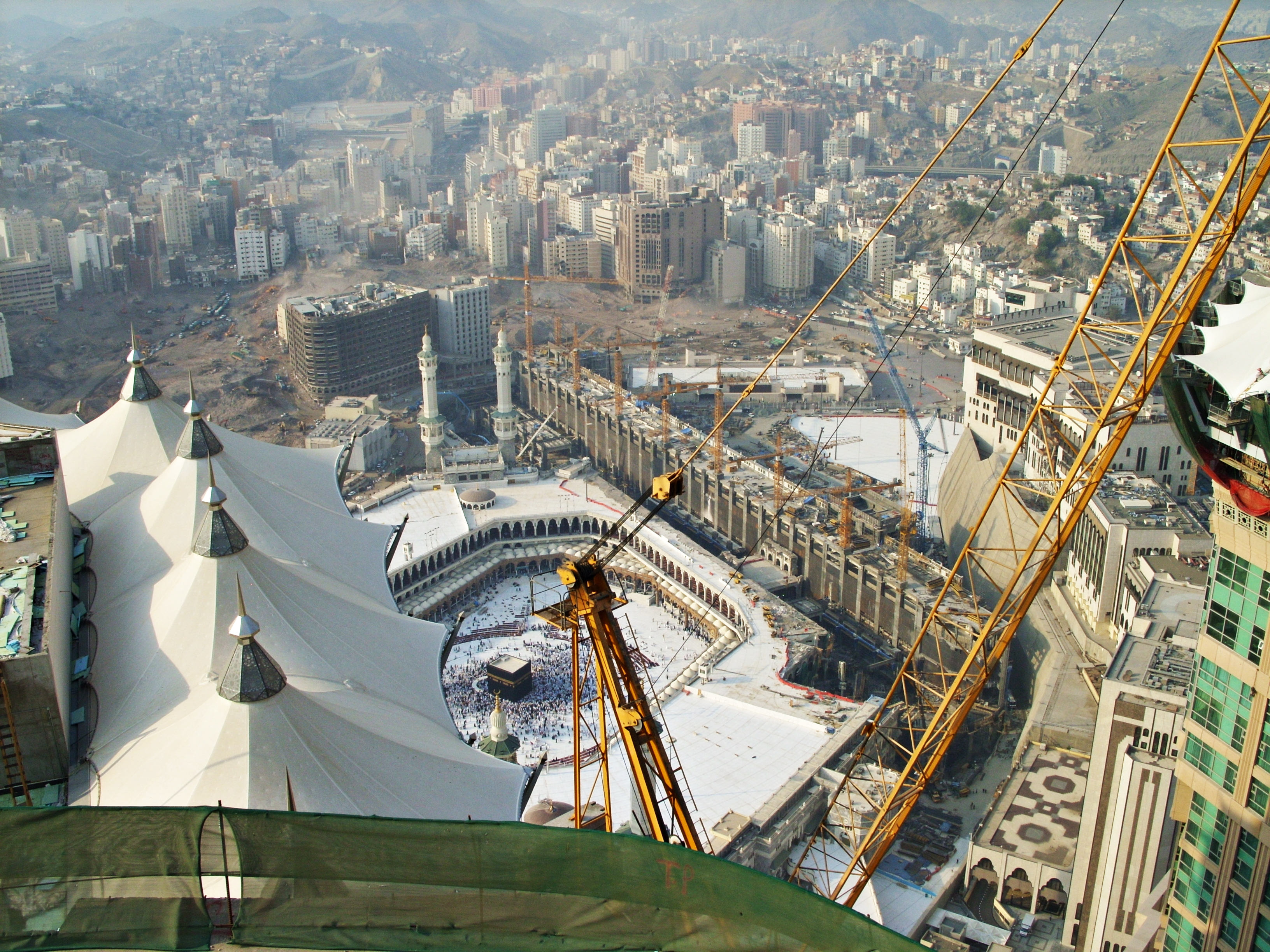
أعمال توسعة المسعى التي أمر بها الملك عبد الله بن عبد العزيز.

عامَ 1428هـ الموافق 2008م، وفي عهد الملك عبد الله بن عبد العزيز بُدأ بهدم بناء المسعى القديم، واستبدل بمبنى جديد، حيث وسع المسعى من ناحية الساحة الشرقية بزيادة قدرها عشرون مترا، ليصبح عرض المسعى الكلي أربعون مترًا، وزيادة طابق علوي ثالث للمسعى، ليصبح عدد الطوابق الكلي للمسعى أربعة طوابق، طابقان بالإضافة للبدروم والدور الأرضي. بذلك أصبحت مساحة التوسعة الإجمالية الجديدة تجاوزت 87 ألف متر مربع، بعد أن كانت المساحة الإجمالية تقارب 29 ألف متر مربع، بزيادة تجاوزت 43 ألف متر مربع، فيما تبلغ مسطحات البناء الإجمالية بكافة الأدوار لمناطق السعي والخدمات حوالى 125 ألف متر مربع، وأنشأت مئذنة جديدة بارتفاع 95 مترا ليتناسب عدد المآذن وشكلها مع مساحة التوسعة الجديدة للمسعى. يتكون مشروع التوسعة من أربعة أدوار: بدروم للعربات، ودور أرضي، ودوران أول وثانٍ، بطول 350 مترا.
وأثارت توسعة الملك عبد الله جدلا فقهيا كبيرا بين علماء المسلمين في جواز السعي في المسعى الجديد من عدمه، وكان أساس الاختلاف بين العلماء في زيادة عرض المسعى عشرين مترا في التوسعة القديمة، إلى مضاعفة المساحة بعرض 40 مترا.

#### المؤيدون للتوسعة
يقول من أيد التوسعة من العلماء أن مسألة التوسعة هي مسألة اجتهادية خلافية لا تستند إلى نص، ويكفي لحسم الجدل الدائر حولها اختيار ولي الأمر. واستند العلماء إلى عدة نقاط في الجواز أهمها: أن المعتبر في السعي هو الصفا والمروة، وأن النبي لم يحدد عرض المسعى وأن تحديده غير مقصود شرعًا، وإلا لكان أولى بالتحديد من عرفات ومزدلفة ومنى. أن جبلي الصفا والمروة قد تعرضا عبر الأزمان لتغيرات وهذه التغيرات قد أدت إلى تغير حجم الجبل عما كان في عهد النبي، وأن الحكومة السعودية لما همت بالتوسعة استكتبت غير واحد من العلماء، ومنهم من عاش في مكة ورآها على طبيعتها لم تتغير معالمها قبل حدوث توسعة الحرم المكي، كما استدعت مجموعة من كبار السن وأدلوا بشهاداتهم أمام القضاء في مكة وسجلت شهاداتهم، وهذه الشهادات والنقول كافية في باب الإثبات. كما قامت هيئة المساحة الجيولوجية السعودية باختبار عينات جبل الصفا والمنطقة التي شملتها توسعة المسعى من الجهة الشرقية، فأثبتت في تقريرها أن جبل الصفا لسان من جبل أبي قبيس، له امتداد سطحي بالناحية الشرقية مسامت للمشعر بما يقارب ثلاثين مترًا، ومن المقرر في قواعد الشريعة أن الزيادة المتصلة تتبع أصلها، وأن الزيادة لها حكم المزيد فيه، وأن ما جاور الشيء أخذ حكمه، وهذه القواعد كلها تنطبق على المسعى الجديد من حيث اتصاله بمكان المسعى القديم. ومن أهم من أيد توسعة المسعى وأجاز السعي فيه: أقلية من أعضاء هيئة كبار العلماء السعودية، ودار الإفتاء المصرية، والشيخ يوسف القرضاوي، وغيرهم.

#### المعارضون للتوسعة

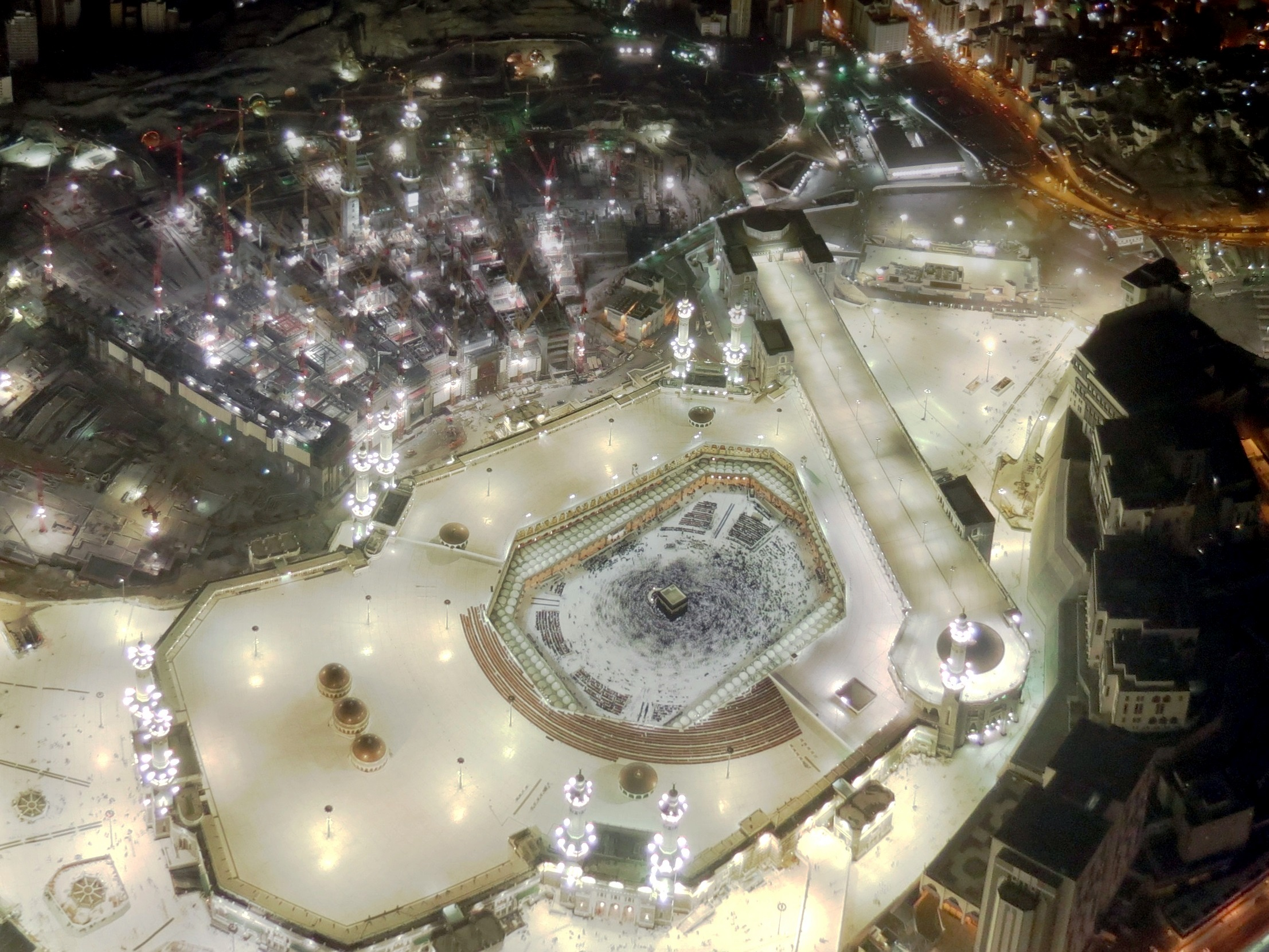
صورة توضح انتهاء أعمال توسعة المسعى بعرض 40 متر.

استدل المعارضون للتوسعة الجديدة إلى فتاوى قديمة تحذر من الزيادة في التوسع في عرض المسعى، ومنها فتوى هيئة كبار العلماء عام 1383هـ التي نصت: «بخصوص الرغبة في إبداء الحكـم الشرعي في حكم السعي فوق سقف المسعى... وبعد تداول الرأي والمناقشة، انتهى المجلس بالأكثرية إلى الإفتاء بجواز السعي فوق سقف المسعى عند الحاجة، بشرط استيعاب ما بين الصفا والمروة وأن لا يخرج عن مسامتة المسعى عرضا». واستند المعارضون على عدة نقاط: أن توسعة المسجد من الجهة الشرقية لا وجه لها ولا دليل عليها، وقد اتفق العلماء على عدم جواز السعي خارج المسعى، وجاء عن الشافعي: «لو التوى الساعي إلى زُقاق العطارين لم يصح سعيه». أما مسألة قياس توسعة المسعى على توسعة المسجد وأن الزيادة في المسجد لها حكم المزيد فكذلك الزيادة في المسعى، فقياس غير صحيح لأن المساجد يجوز توسيعها، والزيادة فيها لها حكم المزيد، وأما المسعى فهو مشعر يُتقيد فيه بما كان بين الصفا والمروة ولا تجوز الزيادة عليه. كان الأجدى التوسع الرأسي وزيادة عدد أدوار المسعى بدلًا من التوسع الأفقي. في مسألة أن جذر جبلي الصفا والمروة ذاهب في الأرض شرقاً وغرباً، وعليه فالسعي بين ما يوازي هذا الامتداد لجذر الصفا والمروة سعي بين الصفا والمروة، وقد أجاب العلماء عن ذلك بأن مناط الحكم هو الجبل الظاهر، وامتداد أصل الجبل ليس له حكم الجبل لا شرعًا ولا عرفًا. من أبرز من أفتى بعدم جواز السعي في الزيادة المحدثة في المسعى عدد من كبار العلماء منهم: صالح اللحيدان وعبد الرحمن البراك وصالح الفوزان وعبد المحسن العباد وغيرهم، بالإضافة لأكثرية أعضاء هيئة كبار العلماء السعودية التي اجتمعت بمدينة الرياض عام 1427هـ، وقرروا فيه بالأكثرية عدم الموافق على زيادة المسعى.

## السَّعي

### تعريفات

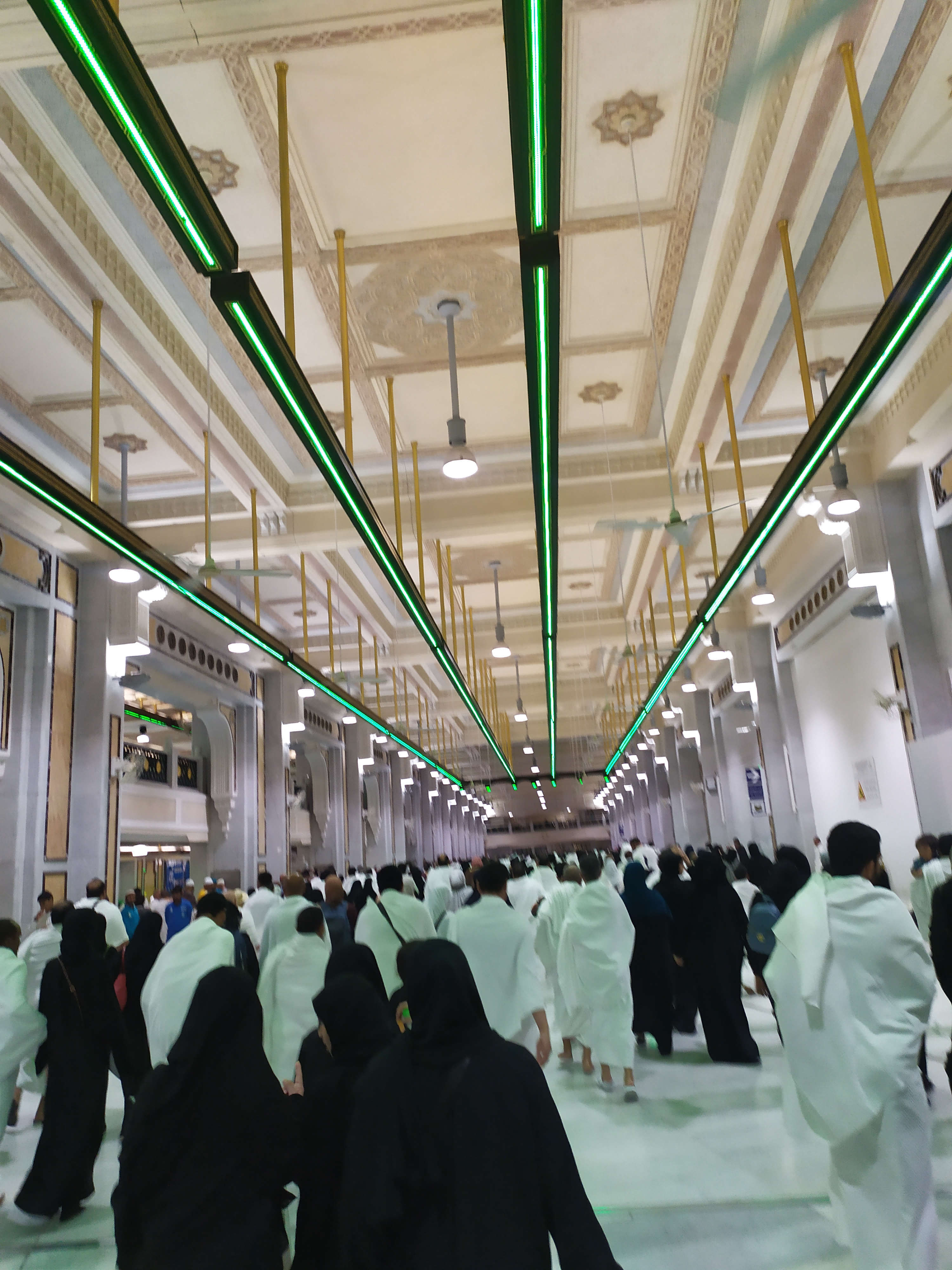
السعي بين الصفا والمروة منطقة العلمان أوالميلان

- السعي لغةً: من سعى يسعى سعيًا، أي عدا، وكذا إذا عمل وكسب، وسعى في مشيه أي هرول، والسعي والذهاب بمعنى واحد.
- السعي اصطلاحًا: قطع المسافة الكائنة بين الصفا والمروة سبع مرات ذهابًا وإيابًا بعد طواف نسك حج أو عمرة. وفيه يقول ابن عبد الهادي الحنبلي: السعي المشي بين الصفا والمروة.
- المسعى اصطلاحًا: هو الطريق الذي يقع فيه المسعى، قال المباركفوري: «المسعى مكان السعي وهو بطن الوادي».
- الشوط: المراد به المرة الواحدة من الطواف حول البيت، وهو في الأصل مسافة من الأرض يعدوها الفرس كالميدان. يقول عالم الحديث ابن قرقول (ت: 569 هـ): «وهو في الحج طوافة واحدة من الحجر الأسود إليه، ومن الصفا إلى المروة».

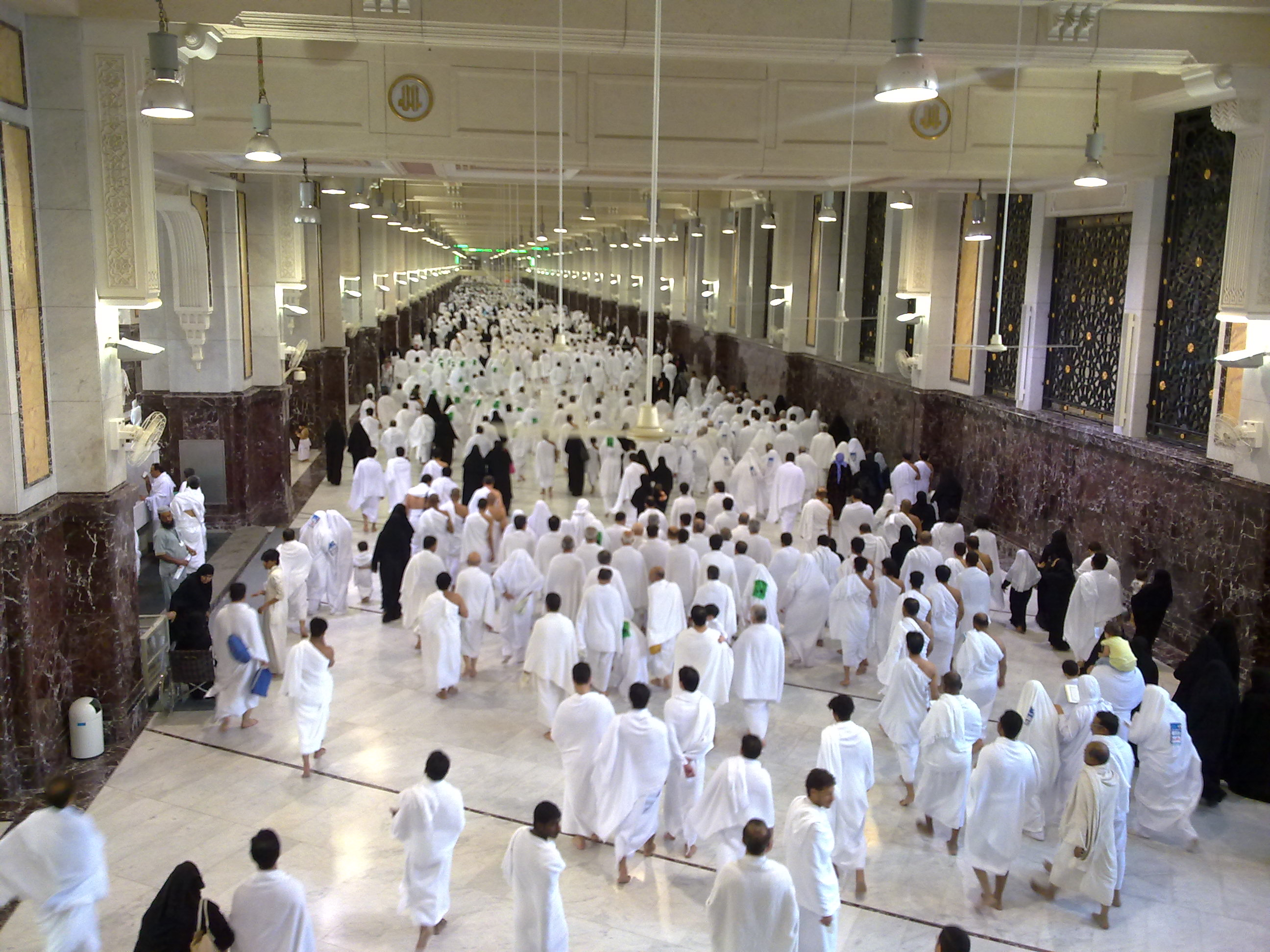
الضوء الأخضر يمثل مكان العلمان.

- العلمان: ويسمى أيضًا الميلان. في اللغة العلم هو العلامة، وهما الميلان الأخضران اللذان يقعان في فناء المسجد الحرام. قال تقي الدين الفاسي (ت: 832 هـ): «الميلان الأخضران اللذان يهرول الساعي بينهما في سعيه بين الصفا والمروة، هما العلمان اللذان أحدهما بركن المسجد الذي فيه المنارة التي يقال لها منارة باب علي، والآخر جدار باب المسجد الذي يقال له باب العباس. والعلمان المقابلان لهذين العلمين أحدهما في دار عباد بن جعفر ويعرف اليوم بسلمة بنت عقيل، والآخر في دار العباس ويسمى اليوم رباط العباس، ويسرع الساعي إذا توجه من الصفا إلى المروة إذا صار بينه وبين العلم الأخضر الذي بالمنارة نحو ستة أذرع».[34] قال المحبب الطبري: «وذلك لأن أول محل الأنصار في بطن الوادي، وكان ذلك الميل موضوعًا على بناء ثم على الأرض في الموضع الذي شرع منه ابتداء السعي، وكان السيل يهدمه ويحطمه فرفعوه إلى أعلى ركن المسجد ولم يجدوا على السنن أقرب من ذلك الركن، فوقع متأخرًا عن محل ابتداء السعي بستة أذرع». ذكر الأزرقي أن ذرع ما بين العلم الذي على باب المسجد إلى العلم الذي بحذائه على باب دار العباس مئة وإحدى وعشرين ذراعًا، وبينهما عرض المسعى خمسة وثلاثون ذراعًا ونصف، وقال: «من العلم الذي على دار العباس بن عبد المطلب إلى العلم الذي عند دار ابن عباد الذي بحذاء العلم الذي في جدار المنارة، وبينهما الوادي مئة ذراع وإحدى وعشرين ذراعًا (يعني طول ما بين العلمين)». يعتبر وضع العلمين في مكانهما الآن ليس حديثًا بل قديمًا، ويعتقد أن وضع العلم الأخضر تم في أواخر القرن الأول الهجري، حيث كان الناس في صدر الإسلام يعرفون موضع هرولة النبي والصحابة من بعده، فلما ماتوا رأوا أن يضعوا موضعها علامة للدلالة عليها، حتى لا يحدث اختلاف فوضعوا العلمين الأخضرين، ثم إنه كلما حدث تجديد وتوسعة في المسجد الحرام نقلوا العلم الأخضر من موضعه الأصلي إلى ما يقابله تمامًا في التوسعة المستحدثة. قال محمد طاهر الكردي: «هُدم أحد العلمين الأخضرين في سنة 1375هـ، وهدم العلم الثاني في السنة التي بعدها وذلك بسبب توسعة المسجد الحرام، ثم أعادوا وضع العلمين من جديد للغرض المذكور، فوضعوه بالمحل الأصلي الذي كان فيه».[35]

الحكمة من الهرولة بين العلمين للرجال ويسمى الرَّمل: هو أنه كان في هذا المكان وادي، والوادي في الغالب يكون نازلًا ويكون رخوًا رمليًا فيشق فيه المشي العادي. أما بالنسبة للنساء قال ابن المنذر: «أجمع أهل العلم، على أنه لا رمل على النساء حول البيت، ولا بين الصفا والمروة، وليس عليهن اضطباع. وذلك لأن الأصل فيهما إظهار الجلد، ولا يقصد ذلك في حق النساء، ولأن النساء يقصد فيهن الستر، وفي الرمل والاضطباع تعرض للتكشف».

### مشروعيته

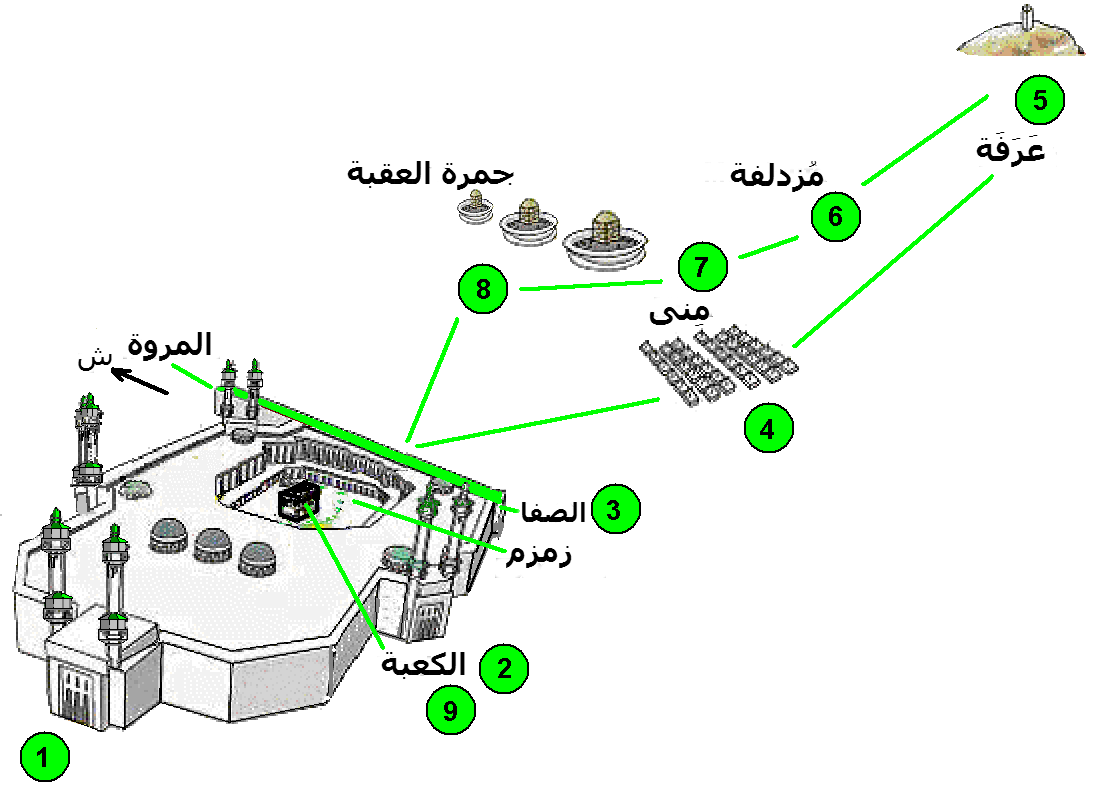
السعي أحد أركان الحج الواجب أداؤها لإتمام المنسك.

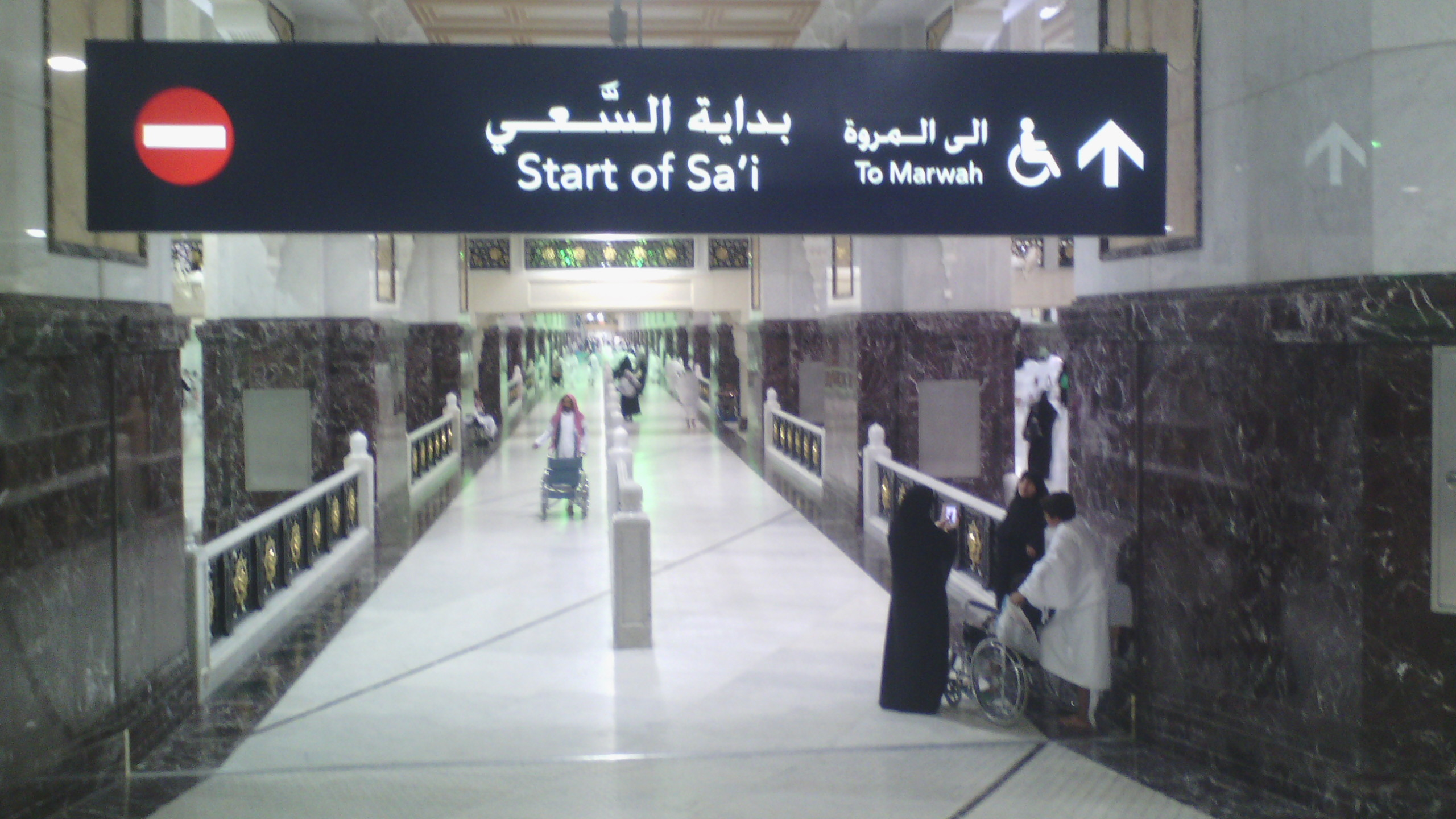
بداية السعي.

كانت هاجر زوجة إبراهيم أول من سعى بين الصفا والمروة، ويعد هذا الحدث أصل مشروعية السعي، ففي صحيح البخاري أثناء الحديث عن سعي هاجر بين الصفا والمروة: «حتى إذا بلغت الوادي رفعت طرف درعها ثم سعت سعي الإنسان المجهود حتى جاوزت الوادي، ثم أتت المروة فقامت عليها ونظرت هل ترى أحدا فلم تر أحدا، ففعلت ذلك سبع مرات». قال ابن عباس: «قال النبي ﷺ: فلذلك سعي الناس بينهما». روت صفية بنت شيبة عن أم ولد شيبة قالت: «رأيت رسول الله صلى الله عليه وسلم يسعى بين الصفا والمروة وهو يقول: لا يقطع الأبطح إلا شدا، وليس ذلك بواجب ولا شيء على تاركه». وقد أنزل الله قرنًا في مشروعية السعي: ﴿إِنَّ الصَّفَا وَالْمَرْوَةَ مِنْ شَعَائِرِ اللَّهِ فَمَنْ حَجَّ الْبَيْتَ أَوِ اعْتَمَرَ فَلَا جُنَاحَ عَلَيْهِ أَنْ يَطَّوَّفَ بِهِمَا وَمَنْ تَطَوَّعَ خَيْرًا فَإِنَّ اللَّهَ شَاكِرٌ عَلِيمٌ ۝١٥٨﴾ [البقرة:158]، وفي السنة وردة أحاديث في مشروعية السعي، فقد روت عائشة بنت أبي بكر: «طاف رسول الله ﷺ وطاف المسلمون، يعني بين الصفا والمروة، فكانت سنة»، وعن ابن عمر قال: «رأينا رسول الله ﷺ أحرم بالحج، وطاف بالبيت، وسعى بين الصفا والمروة».

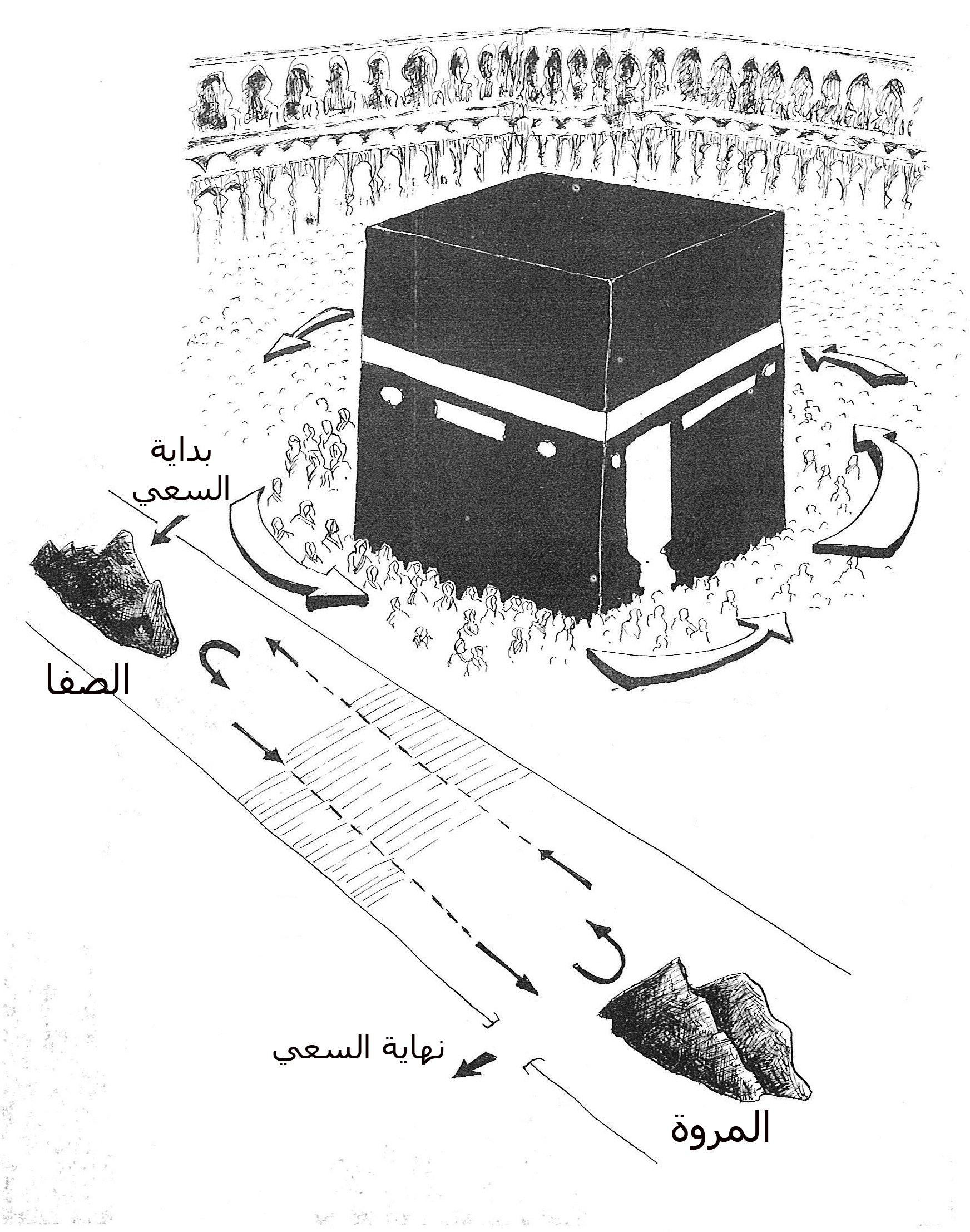
مخطط يوضح طريقة السعي ابتداءً من الصفا وانتهاءً بالمروة.

اختلف العلماء في حكم السعي بين الصفا والمروة على ثلاثة أقول، الأول: أن السعي بين الصفا والمروة ركن من أركام الحج لا يتم إلا به ولا يجبر بدم ولا يفوت مادام صاحبه حيًا، ولو بقي عليه خطوة أو بعض خطوة لم يصح حجه، ولم يتحلل من إحرامه حتى يأتي بما بقي إليه، ولا يحل له النساء وإن طال ذلك سنين، وهذا قول الشافعية والمالكية وكثير من الحنابلة. الثاني: أن السعي واجب، فلو تركه يجبر بدم، وهو قول الأحناف. الثالث: أن السعي سنة لا يجب بتركه دم، وهو رواية عن الإمام أحمد بن حنبل.

### صفته
إذا أراد الحاج أو المعتمر السعي يتوجب عليهما البدء من الصفا ويقرأ: ﴿إِنَّ الصَّفَا وَالْمَرْوَةَ مِنْ شَعَائِرِ اللَّهِ فَمَنْ حَجَّ الْبَيْتَ أَوِ اعْتَمَرَ فَلَا جُنَاحَ عَلَيْهِ أَنْ يَطَّوَّفَ بِهِمَا وَمَنْ تَطَوَّعَ خَيْرًا فَإِنَّ اللَّهَ شَاكِرٌ عَلِيمٌ ۝١٥٨﴾، ثم يرقى على الصفا حتى يرى الكعبة، فيستقبلها ويرفع يديه ويحمدَ الله ويدعو بما شاء أن يدعو، وكان النبي يدعو في هذا الموضع: «لا إله إلا الله وحده لا شريك له، له الملك وله الحمد وهو على كل شيء قدير، لا إله إلا الله وحده أنجز وعده ونصر عبده وهزم الأحزاب وحده»، وكان يكررها ثلاث مرات ويدعو بينها. ثم ينزل من الصفا إلى المروة ماشيًا حتى يصل إلى العمود الأخضر، فإذا وصله أسرع إسراعًا شديدًا بقدر ما يستطيع إن تيسر له بلا أذية، حتى يصل العمود الأخضر الثاني، ثم يمشي على عادته حتى يصل المروة، فيرقى عليها ويستقبل القبلة، ويرفع يديه ويقول ما قاله على الصفا. ثم ينزل من المروة إلى الصفا يمشي في موضع مشيه، ويسرع في موضع العلمين، فيصعد على الصفا ويستقبل القبلة ويرفع يديه ويقول مثل ما قال أول مرة، يكرر هذا سبعة أشواط يبدأ من الصفا وينتهي في المروة. والصعود على جبلي الصفا والمروة، والرمل الشديد بين العلمين الأخضرين كلها سنة وليست بواجبة. لا يشرع التنفل بالسعي بين الصفا والمروة، وإنما يطلب من الحاج أو المعتمر مرة واحدة، ولم يسعَ الرسول محمد بعد طواف نفل أبداً، وإنما سعى في عمرته بعد طواف العمرة، وفي حجته بعد طواف القدوم على قول من قال إنه كان مفرداً، كما سعى بعد طواف الإفاضة.

## أبواب الصفا والمروة
أسماء الأبواب وأرقامها من الصفا إلى المروة بالترتيب:
- باب الصفا 12.
- باب الصفا 13.
- سلم متحرك 14.
- عبَّارة 15 و16.
- باب بني هاشم 17.
- عبَّارة باب بني هاشم 18.
- باب علي بن أبي طالب 19.
- باب العباس بن عبد المطلب 20.
- عبَّارة باب العباس 21.
- باب النبي 22.
- عبارة باب النبي 23.
- باب السلام 24.
- عبَّارة باب السلام 25.
- باب بني شيبة 26.
- باب الحجون 27.
- عبَّارة 28.
- باب المعلاة 29.
- باب المدعى 30.
- باب المروة 31.

أما أبواب الجهة المقابلة من المروة إلى الصفا:
- باب المروة المقابل 33.
- باب مراد 35.
- سلم متحرك 36.
- باب المحصب 37.
- باب عرفة 38.
- عبّارة 39.
- باب منى 40.
- سلم متحرك 42.